# Harri Holkeri
Harri Hermanni Holkeri (Oripää, 6 januari 1937 - aldaar, 7 augustus 2011) was een Fins politicus en diplomaat.

## Opleiding en vroege carrière
Holkeri studeerde rechten aan de Universiteit van Helsinki. Nog voor zijn afstuderen in 1962, speelde hij al een belangrijke rol binnen de Jonge Liga van de Nationale Coalitie Partij (Kookomus (KOK), conservatieven). In 1959 werd hij tot secretaris van de Jonge Liga gekozen. In 1962 werd hij secretaris van het informatiebureau van de KOK. Van 1963 tot 1965 was hij lid van de Finse delegatie bij de Verenigde Naties.
Holkeri was van 1965 tot 1971 secretaris-generaal van de KOK. Van 1970 tot 1978 vertegenwoordigde hij de KOK in het Finse parlement (Eduskunta). In 1971 werd hij partijvoorzitter van de KOK. Hiermee werd hij de jongste leider van de KOK, maar ook de jongste leider van een conservatieve partij in Europa.
Holkeri behoorde tot de liberale groep binnen de KOK. Deze groep wilde de Nationale Coalitie Partij uit de oppositiebanken halen, zodat de partij - al decennialang verstoken van politieke macht - weer kon gaan regeren. Voorwaarde hiervoor was de acceptatie van "correcte relaties met de Sovjet-Unie". Holkeri's groep van liberalen was realistisch en begreep maar al te goed dat goede relaties met de USSR noodzakelijk waren voor het voortbestaan van een onafhankelijk Finland.
In 1978 werd hij in de directie van de Finse Nationale Bank gekozen (een functie die hij tot 1997 bekleedde).

## Premier
Belangrijk moment in Holkeri's carrière was zijn verkiezing tot voorzitter van de gemeenteraad van Helsinki in 1981 (hij was al sinds 1969 lid van de gemeenteraad).
Bij de parlementsverkiezingen van maart 1987 werd de Nationale Coalitie Partij van Holkeri de grootste politieke partij. Niet alleen werd de KOK voor het eerst sinds twintig jaar weer lid van een regering, ook mocht zij de premier leveren. De premier werd Holkeri.
De regering-Holkeri bestond uit de KOK, de Sociaaldemocratische Partij (SDP), de Finse Boerenpartij (SMP) en de Zweedse Volkspartij (SFP). Deze brede coalitiepartij kreeg het groene licht van de Sovjet-Unie.
Zijn grootste taak als premier was het weer op de rails krijgen van de economie. Holkeri besloot over te gaan tot liberalisatie van de economie. De handel met de USSR nam af en Finland ging zich meer richten op handel en economische betrekkingen met de Europese Unie.
In 1990 stapte de SMP uit de regering en sindsdien regeerde de KOK slechts met de SDP en de SFP.
Het economische en financiële beleid van de regering wierp geen vruchten af en de inflatie en werkloosheid namen toe. Bij de verkiezingen op 17 maart 1991 werden Holkeri en zijn regering flink afgestraft: De KOK verloor dertien zetels en de tweede coalitiegenoot (qua grootte), de SDP, verloor er acht. Op 26 april 1991 werd Holkeri als premier vervangen door Esko Aho.

## Verdere carrièreverloop
Holkeri's carrière was met zijn aftreden als premier nog lang niet ten einde. Hij was o.a. directeur van het telefoonbedrijf van Helsinki (1981-2000) en directeur van Finnair (1997-2002). Van 2000 tot 2001 was Holkeri voorzitter van de Algemene Vergadering van de Verenigde Naties. Van 25 augustus 2003 tot 11 juni 2004 was Holkeri VN-administrateur in Kosovo.

## Persoon en privé
Holkeri stond bekend als een eerlijk en plichtsgetrouw man. Zijn relaties met collega-politici binnen eigen partijen en de andere partijen waren zeer goed.
Harri Holkeri was tot aan zijn dood getrouwd met Marja-Liisa Lepistö. Het echtpaar kreeg een zoon en een dochter. Harri en Marja-Liisa Lepistö hebben zes kleinkinderen.

## Onderscheidingen
- Grootkruis van de Finse Orde van de Witte Roos
- Vrijheidskruis Eerste Klasse met ster
- Ridder-Commandeur in de Orde van het Britse Rijk (Honorary Knight Commander of The Order of The British Empire)